# Theodor Wilhelm Danzel (filosof)
Theodor Wilhelm Danzel, född den 4 januari 1818 i Hamburg, död den 9 maj 1850 i Leipzig, var en tysk estetiker och litteraturhistoriker. 
Danzel var docent i Leipzig. Hans främsta arbeten är de i opposition mot Gervinus skrivna Gottsched und seine Zeit (1848) och Gotthold Ephraim Lessing, sein Leben und seine Werke (1850–54, avslutat av Guhrauer). Danzels Gesammelte Aufsätze utkom 1855.